# فيل هادلاند
فيل هادلاند (بالإنجليزية: Phil Hadland)‏ هو لاعب كرة قدم بريطاني في مركز نصف الجناح، ولد في 20 أكتوبر 1980 في وارينغتون في المملكة المتحدة. لعب مع برايتون أند هوف ألبيون وكولتشستر يونايتد ونادي دارلنجتون ونادي روتشديل ونادي ريدنغ ونادي كارلايل يونايتد ونادي ليتون أورينت.